# Fama Show
Fama Show é um programa que mostra o mundo dos famosos através de uma perspetiva irreverente, muitas vezes animada, e sempre criativa. Recheado de rubricas originais, dá a conhecer as maiores estrelas nacionais e internacionais, muito além do que é habitual.
É emitido desde 2 de março de 2008, na SIC, todos os domingos depois do Primeiro Jornal. É líder de audiências, no horário, desde a estreia.
Entre junho de 2013 e abril de 2016, o programa foi emitido nas tardes de sábado.
A partir de setembro de 2024, o programa passou a ser exibido ou ao início das tardes de domingo, ou nas tardes de sábado, entre o Alta Definição e antes do E-Especial.

## Apresentadoras
| Apresentadoras      | Anos | Anos | Anos | Anos | Anos | Anos | Anos | Anos | Anos | Anos | Anos | Anos | Anos | Anos | Anos | Anos | Anos | Anos |
| Apresentadoras      | 2008 | 2009 | 2010 | 2011 | 2012 | 2013 | 2014 | 2015 | 2016 | 2017 | 2018 | 2019 | 2020 | 2021 | 2022 | 2023 | 2024 | 2025 |
| ------------------- | ---- | ---- | ---- | ---- | ---- | ---- | ---- | ---- | ---- | ---- | ---- | ---- | ---- | ---- | ---- | ---- | ---- | ---- |
| Andreia Rodrigues   |      |      |      |      |      |      |      |      |      |      |      |      |      |      |      |      |      |      |
| Cláudia Borges      |      |      |      |      |      |      |      |      |      |      |      |      |      |      |      |      |      |      |
| Liliana Campos      |      |      |      |      |      |      |      |      |      |      |      |      |      |      |      |      |      |      |
| Orsi Fehér          |      |      |      |      |      |      |      |      |      |      |      |      |      |      |      |      |      |      |
| Rita Andrade        |      |      |      |      |      |      |      |      |      |      |      |      |      |      |      |      |      |      |
| Vanessa Oliveira    |      |      |      |      |      |      |      |      |      |      |      |      |      |      |      |      |      |      |
| Carolina Patrocínio |      |      |      |      |      |      |      |      |      |      |      |      |      |      |      |      |      |      |
| Laura Figueiredo    |      |      |      |      |      |      |      |      |      |      |      |      |      |      |      |      |      |      |
| Iva Lamarão         |      |      |      |      |      |      |      |      |      |      |      |      |      |      |      |      |      |      |
| Luísa Barbosa       |      |      |      |      |      |      |      |      |      |      |      |      |      |      |      |      |      |      |
| Carolina Loureiro   |      |      |      |      |      |      |      |      |      |      |      |      |      |      |      |      |      |      |
| Catarina Sikiniotis |      |      |      |      |      |      |      |      |      |      |      |      |      |      |      |      |      |      |
| Jani Gabriel        |      |      |      |      |      |      |      |      |      |      |      |      |      |      |      |      |      |      |
| Raquel Sampaio      |      |      |      |      |      |      |      |      |      |      |      |      |      |      |      |      |      |      |
| Maria Dominguez     |      |      |      |      |      |      |      |      |      |      |      |      |      |      |      |      |      |      |

## Prémios
Troféus de Televisão TV 7 Dias/Impala
| Ano  | Prémio          | Resultado |
| ---- | --------------- | --------- |
| 2021 | Programa Social | Venceu    |